# راکوتسی‌اوی‌فالو
راکوتسی‌اوی‌فالو (به مجاری:  Rákócziújfalu) یک منطقهٔ مسکونی در مجارستان است که در ناحیه سولنوک واقع شده‌است. راکوتسی‌اوی‌فالو ۱۹٫۶۱ کیلومتر مربع مساحت و ۱٬۸۷۱ نفر جمعیت دارد.